# 文屋萌々華
文屋 萌々華（ぶんや ももか、1999年8月31日 - ）は、日本の女子バスケットボール選手である。ポジションはポイントガード。

## 来歴
神奈川県出身。
沼津中央高校から東京医療保健大に進みインカレ優勝を経験。
卒業後は、Wリーグに新規参入する姫路イーグレッツに加入。
2025年、姫路を退団。